# Величко Ігор Іванович
Ігор Іванович Величко (нар. 22 січня 1934, місто Харків — 14 грудня 2014, місто Міас Челябінської області, Російська Федерація) — радянський і російський конструктор ракетно-космічних систем, начальник та генеральний конструктор Державного ракетного центру імені Макєєва. Кандидат у члени ЦК КПРС у 1986—1990 роках. Депутат Верховної Ради СРСР 11-го скликання. Кандидат технічних наук (1965), доктор технічних наук (1989), професор (1993). Дійсний член Російської академії ракетних і артилерійських наук (1996), Петровської академії наук і мистецтв (1994), Академії космонавтики імені К. Ціолковського (1997).

## Життєпис
У 1957 році закінчив Уральський політехнічний інститут імені Кірова, інженер-електрик.
У 1957—1985 роках — інженер, старший інженер, начальник відділу, начальник відділення, заступник, 1-й заступник головного конструктора науково-дослідного інституту, генеральний директор науково-виробничого об'єднання автоматики в місті Свердловську.
Член КПРС з 1964 року.
У 1985—1998 роках — начальник і генеральний конструктор конструкторського бюро машинобудування (потім — Державного ракетного центру імені академіка В.П. Макєєва) в місті Міасі Челябінської області.
З 1999 року — радник 1-го заступника генерального конструктора і начальника Державного ракетного центру імені академіка В.П. Макєєва в місті Міасі Челябінської області.
Керівник і учасник розробки систем управління для трьох поколінь стратегічних морських ракетних комплексів з ракетами Р-11ФМ, Р-21, Р-27У, Р-27К, Р-29, Р-29Р, Р-39, Р-29РМ і одинадцяти їх модифікацій.
Загальний редактор книги «Балістичні ракети підводних човнів Росії» (вибрані статті). Головний редактор міжгалузевого науково-технічного журналу «Конструкції з композиційних матеріалів».
Помер 14 грудня 2014 року в місті Міасі Челябінської області. Похований у Єкатеринбурзі.

## Нагороди і звання
- два ордени Леніна (1969, 1984)
- орден «Знак Пошани» (1963)
- орден Дружби (Російська Федерація) (1994)
- медалі
- Ленінська премія (1978)
- Державна премія СРСР (1974)